# 招待所
招待所（しょうたいじょ）とは、
1. ホテルより上位にあたる高級宿泊施設。迎賓館。
2. 関係者向けの宿泊施設。宿舎。中国では出張の時などに利用されることが多い。
3. ホテルより下位にあたる安価で簡素な宿泊施設。ゲストハウス。宿泊費が比較的安価な旅行者のための宿。中国では鉄道駅やバスターミナルの周辺に多く存在している。飯店・酒店（ホテル）、賓館（高級ホテル）などに比べると安いが、外国人は宿泊できないことがある。
4. 朝鮮民主主義人民共和国では、拉致被害者や北朝鮮工作員を住まわせる隔離施設のこと。世話役の職員と顔を合わせることなく、比較的良質の食事が出る。多くは山間部や僻地に立地する。→ 「招待所 (北朝鮮)」参照。